# Управление на промяната
Управлението на промяната (на английски: Change management) е структуриран подход за промяната на индивиди, групи, оранизации и дружества, които правят възможно прехода от една сегашна структура към една желана бъдеща структура.
Управлението на промяната осигурява методи и средства за разпознаване и разбиране на промяната и човешкото въздействие върху прехода.

## Промяна и контекст
Думата Change (промяна) често се използва в професионална среда като синоним на преход. От индивидуална гледна точка може да се разбира като промяна на поведението. От гледна точка на дадено общество или социална структура, прехода може да се възприеме като нов политически проект, нов закон и т.н.
Във всеки случай за да се осъществи трансформация е необходима ясна стратегия, активно участие и мотивация на въвлечените индивиди. Културата и съществуващите практики на управление на промяната осигуряват средствата за промяна на въвлечените хора и обратното, помага на индивидите да се ориентират и движат към промените на заобикалящия ги свят, който непрекъснато се променя.
Теориите за Change Management са възникнали от психологията и от търговско-икономическата област. Поради тази причина някои теории произлизат от модели на организационно развитие, а други са върху междуличностните и социалните отношения.

## Теории и модели
Множество модели си поставят за цел да опишат процеса на промяна и направят препоръки за подобрението му.
Един популярен модел на промяната е метафората с ездача на слон приписвана на психолога Джонатан Хайд от Вирджинския университет и популяризирана от братята Чип и Дан Хийт. Според него, можем да си мислим за промяната, която трябва да се случи като за път, който трябва да бъде изминат от ездач на слон. Каквато и цел да си е поставил ездачът, той има нужда от съдействието на слона, за да се придвижи. Тук ездачът символизира рационалното, част от тоето е желание да бъдат постигнати целите, а слонът – емоционалното, което включва усещането за постижимост, удволетворение от постигнатото и други фактори. От трета страна, намирането на баланс между двете може да се улесни допълнително чрез оформяне на пътя, който трябва да изминат като премахване на евентуални пречки.

## Управление на промяната от гледна точка на индивида
От гледна точка на индивида управлението на промяната разглежда начина, по който индивидът реагира на големите промени, които го засягат, независимо дали става на въпрос за много лично нещо, нещо свързано с работата или с околните. Може да се възприеме като средство за управление на човешките взаимоотношения или обратното, да помага на индивидите да управляват реакциите си.

## Социална гледна точка на управлението на промяната
Управлението на промяната може да се интерпретира по различни начина, дори и в социален план: от страна на индивида може да се използва като компас, който се насочва към големи промени.
- Технологични (например появата на интернет или по-скоро Web 2.0)
- Политически
- Социални (например: изчезването на магазините в предградията и появата на молове)

От социална, политическа и културна гледна точка, управлението на промените може да се разбира като средство за постигане на консенсус (разглеждано в теорията на манипулацията от Едуард Бернайс, считан за бащата на връзките с обществеността), за да се постигнат дадени цели за трансформация или за реализацията на даден план.